# Amor.com
Amor.com es el octavo álbum de estudio de Camela, fue lanzado en el año 2001 en España. Se caracteriza por una instrumentación más electrónica en general que en el resto de su discografía. Se destaca la colaboración del músico Hevia en el tema «Nada es verdad» y la Orquesta Filarmónica de Bratislava en «Amor Callado».

## Pistas
| Amor.com |                        |                           |          |  |
| N.º      | Título                 | Escritor(es)              | Duración |  |
| 1.       | «Dame tu cariño»       | Miguel A. Cabrera Jiménez | 3:55     |  |
| 2.       | «Deja de soñar»        | Miguel A. Cabrera Jiménez | 3:50     |  |
| 3.       | «Me gana el corazón»   | Miguel A. Cabrera Jiménez | 4:08     |  |
| 4.       | «Amor.com»             | Miguel A. Cabrera Jiménez | 3:44     |  |
| 5.       | «Concédeme este deseo» | Miguel A. Cabrera Jiménez | 3:47     |  |
| 6.       | «Nada es verdad»       | Miguel A. Cabrera Jiménez | 3:57     |  |
| 7.       | «¿Que será de mi?»     | Miguel A. Cabrera Jiménez | 3:18     |  |
| 8.       | «No le busques más»    | Miguel A. Cabrera Jiménez | 3:58     |  |
| 9.       | «Dime que me quieres»  | Miguel A. Cabrera Jiménez | 3:08     |  |
| 10.      | «Amor callado»         | Dionisio Martín Lobato    | 4:16     |  |
| 38:00    |                        |                           |          |  |

## Posicionamiento
| Lista  | Proveedor  | Posición | Certificación | Ventas   |
| ------ | ---------- | -------- | ------------- | -------- |
| España | Promusicae | 1        | 4x Platino    | 400 000+ |

### Anuales
| País   | Asociación | Lista          | Posición anual | Ref.  |
| España | Promusicae | Top 50 Álbumes | 2001: 12       | [ 1 ] |